# Landes d'altitude de Rwenzori-Virunga
Localisation
Les landes d'altitude de Rwenzori-Virunga forment une écorégion du biome des prairies et terres arbustives de montagne d'Afrique centrale.

## Situation

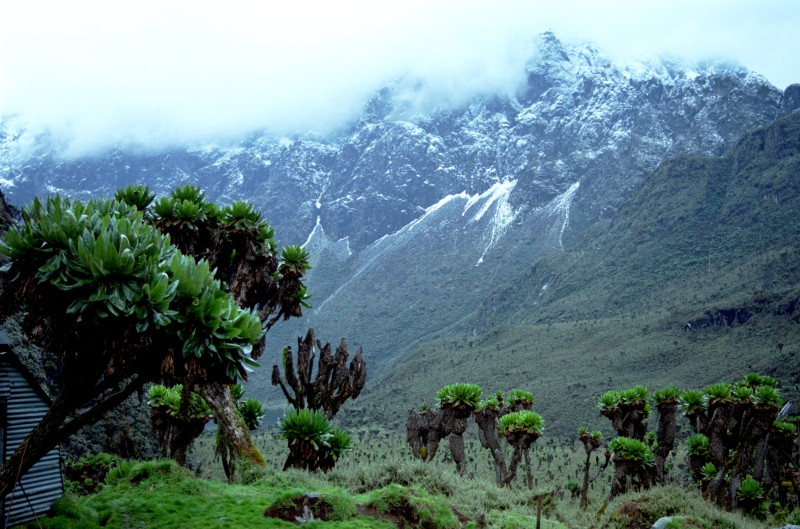
Vue des sommets du Rwenzori, avec des séneçons géants.

L'écorégion est située à plus de 3 000 m d'altitude ; elle est divisée en deux zones : les monts Rwenzori aux frontières de l'Ouganda et de la République démocratique du Congo, et la chaîne volcanique des montagnes des Virunga, là où se rejoignent les territoires de la République démocratique du Congo, du Rwanda et de l'Ouganda. Elle est entourée par les forêts d'altitude du rift Albertin, qui est l'écorégion des zones de plus basses altitudes.
La flore afroalpine des altitudes les plus hautes est très semblable à celle des landes d'altitude d'Afrique de l'Est des monts Kilimandjaro, Kenya et Meru.

## Flore
L'écorégion abrite une végétation afroalpine typique. Les types d'habitats comprennent des lacs, des deltas marécageux et des tourbières, des prairies de montagne, des fourrés, des enclaves de forêts de haute altitude, des névés et des glaciers. Les plantes géantes à rosette, et notamment diverses espèces de lobelias et séneçons, sont caractéristiques.
La végétation varie selon le type de sols, l'exposition et l'altitude.
La forêt d'afromontane de l'écorégion des forêts d'altitude du rift Albertin, composée de forêts éparses d'Hagenia abyssinica, d'Hypericum revolutum et de bambou Oldeania alpina, s'étend jusqu'à 3 000-3 300 m.
Les forêts d'Éricacées forment la zone de transition entre les forêts de montagne et les landes afroalpines, jusqu'à 3 800 m. La Bruyère arborescente y est l'espèce dominante. La végéation d'Éricacées pousse de manière différenciée, formant parfois une forêt dense et, dans d'autres cas, se présentant sous forme d'un arbre unique, ou bien formant un bouquet d'arbustes ou bien encore se présentant en fourrés atteignant seulement un mètre de haut. Les forêts d'Éricacées abritent de nombreux épiphytes.
Les fourrés et prairies afroalpine s'étendent jusqu'à 4 500 m. Les prairies de tussack sont composées principalement de Festuca abyssinica et de Carex runssoroensis. Des plantes géantes à rosette, Lobelia wollastonii et Dendrosenecio johnstonii, se trouvent dans les montagnes des Rwenzori et des Virungas, tandis que Lobelia stuhlmannii pousse uniquement dans le massif des Virunga.
Dans la partie des Rwenzori au-dessus de 4 500 m, les prairies et fourrés afroalpins cèdent la place à des arbustes nains, les Helichrysum stuhlmanii formant des bosquets isolés.
Les montagnes des Virunga sont l'habitat des gorilles des montagnes.